# Быково (Слепнёвская волость)
Быково — деревня в Куньинском районе Псковской области России. Входит в состав Куньинской волости.

## География
Расположена на восточном побережье озера Ордосно, в 45 км к югу от райцентра, пгт Кунья, и в 12 км к югу от бывшего волостного центра, деревни Слепнёво.

## Население
| 2001 | 2002 | 2010 |
| ---- | ---- | ---- |
| 85   | ↘75  | ↘48  |

Численность населения деревни по оценке на начало 2001 года составляла 85 жителей.

## История
С января 1995 до декабря 2005 года деревня входила в состав Морозовской волости (с центром в деревне Слепнёво), с января 2006 до апреля 2015 года — в состав также ныне упразднённой Слепнёвской волости.